# JR東海KiHa 25型柴聯車
KiHa 25型柴聯車是一款屬於東海旅客鐵道（JR東海）的通勤型柴聯車。

## 概要
JR東海在2010年、2011年引進KiHa 25型柴聯車，其設計以JR東海313型電聯車為基礎，外觀與313型幾乎相同，車廂長度也與313型的原始車型一樣是 20,100 毫米，但比國鐵時代的柴油客車標準長度（21,300 毫米）短。由日本車輛於從2010年開始到2013年承造。運轉時編組固定以兩輛配置相異（不同番台）的車廂組成。
本型車於2011年3月1日開始營運，運用範圍以武豐線為主（0番台、100番台），取代了國鐵時期的KiHa 40型與JR東海開業初期製造的KiHa 11型車，設計給武豐線作為都市通勤運用，而後改為地方支線運用。2015年度武豐線電氣化後，轉移至高山本線以及太多線行駛；2014年也引入了第二批次的車輛（1000與1100番台）用於高山本線、太多線、紀勢本線、参宮線。2015年以後還有針對溫暖地帶的改造車（1500、1600番台）。

## 規格與構造

### 車體
KiHa 25型的設計與313系四期車設計相同，外觀與同系列的列車相同。
端面採用普通鋼製，其他的部分採用不鏽鋼，列車每側設置三個車門以及駕駛專用車門。車輛地板高度與313系相同，為1,140mm，與車站月台的間隙較小，不過為了對應地方線較低的月台高度（760mm），因此JR東海計畫在車門安裝腳踏板；第二批次車則是出廠時在車門裝有腳踏板。與313系不同之處包括，貫通門上方無頭燈、排障器形狀不同（以便行駛時除去積雪）；第二批次車輛還有下列更動：車窗數目略有不同、緩衝裝置（因應與鹿的碰撞）形狀與位置不同、溫暖地區車型的排障器設計有所變動。

### 客室設備
客室設備與313系四期車相同，座位採用固定式斜椅為主，兩個車門之間設置五排斜椅。0番台在車廂尾端設置廁所，100番台沒有設置廁所而設置固定式座位。為了提供無障礙設施，列車設置停放輪椅空間以及無障礙廁所。列車的編組載客量0番台134人（座位40人、立位94人）以及100番台140人（座位48人、立位92人）。
為了能夠在地方交通線行駛，增設了車資顯示器以及投幣箱等一人控制專用設備，以及設置半自動車門。車門上方設置LED顯示幕。

### 駕駛設備

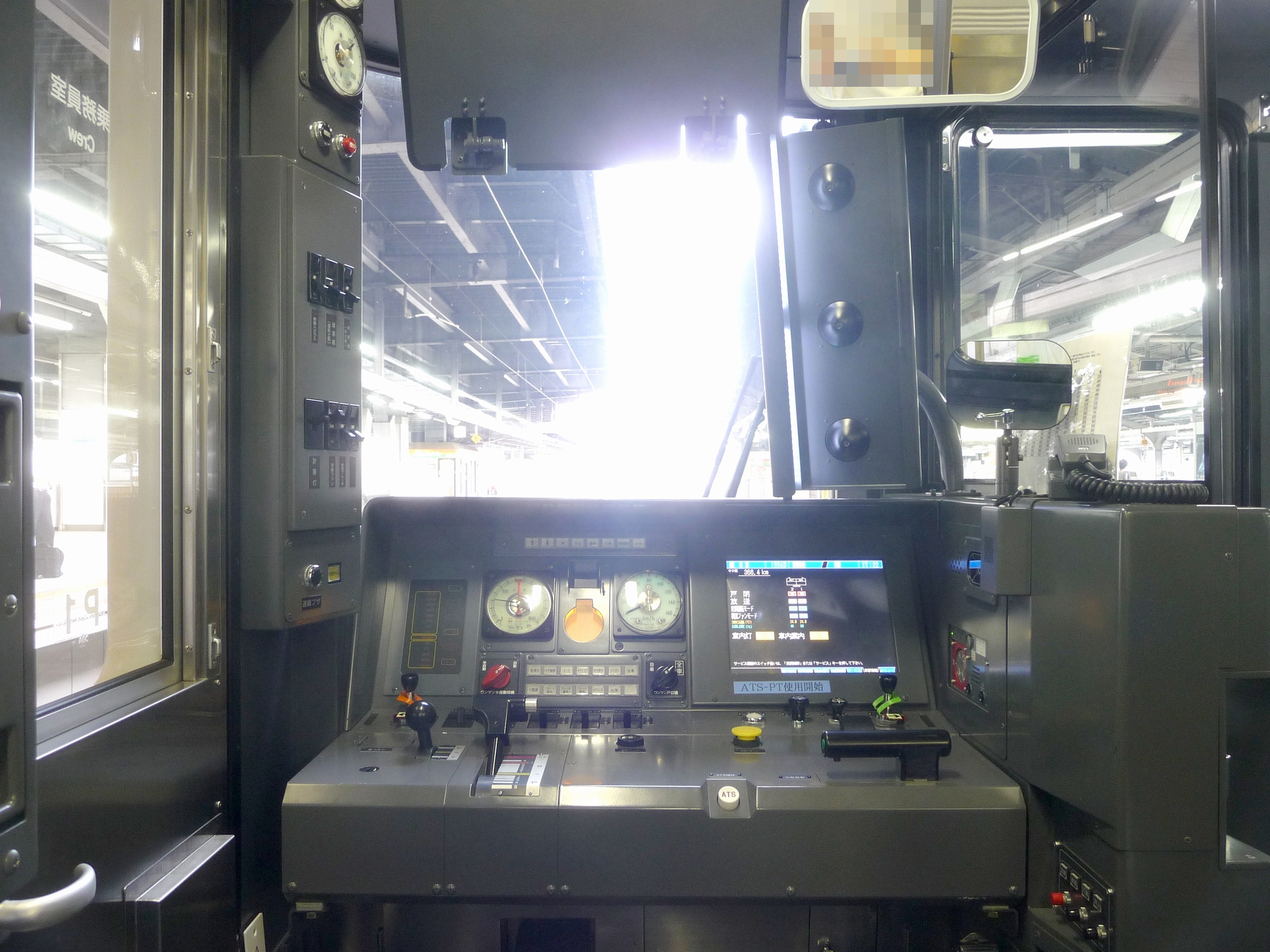
駕駛座（P1編組）

駕駛設備以313系四期車為基礎設計，將零組件共同化，因此KiHa 25型成為JR東海第一款使用單一把手控制方式的柴聯車。列車的鐵路安全裝置採用自動列車停止裝置（ATS）當中的ATS-ST、ATS-PT以及緊急列車停止裝置（EB）、緊急列車防護裝置（TE）皆在車輛出廠時設置。

### 轉向架與動力機械
列車引擎採用康明斯N14ER系列（JR東海內部形式：C-DMF14HZD型）電子控制燃油型柴油引擎，最大輸出功率為520ps（513hp；382kW），而為了減低引擎的負荷，平常運轉時最高450ps（443hp；331kW），車輛異常時能夠切換到最高輸出功率運轉。變速器採用C-DW23型液體變速器，提供變速一段以及直結四段等五段變速，列車最高時速為110km/h。
引擎排氣管設置在車體連結器側，引擎與變速器等動力設備分別設置在車體中央以及後方，制軔相關的設備設置在車體前方。列車的傳動方式採用後方驅動，使用無枕樑轉向架，配置為前方是無動力轉向架，後方則為動力轉向架。動力轉向架採用傳導效率較高的雙傳動軸設計，型號為日本車輛製的C-DT67型；無動力轉向架則為C-TR255型。
第二批次車輛開始，動力轉向架以東海道新幹線N700A系列車所採用的轉向架震動檢測系統「BVD（Body Vibration Detector）」 為基礎設計，因此動力轉向架形式變更為C-DT67A型，而無動力轉向架則維持原有的形式。為了防止傳動軸在行駛當中脫落，在引擎側跟變速機與動力轉向架連結處更改了加強設計。
制軔採用電子控制式氣軔、壓縮釋放制軔、電傳操縱後備制軔以及雪地專用制軔。

## 編組方式
KiHa 25型列車的番台區分方式，以兩輛不同的列車為一個編組，0番台朝向大府、武豐方向設有廁所的駕駛車（Mc1），100番台則是朝向名古屋方向無廁所的駕駛車（Mc2）。列車最多可連結10輛，無法與其他形式的車輛進行連結。

### 0、100番台
第一批的0、100番台首批兩個編組在2010年11月10日於日本車輛出廠，接者在2011年2月23日三個編組出廠，列車以兩輛為一個編組，一共有5組共10輛。而0、100番台最初隸屬於名古屋車輛區，2015年3月10日起更改配置於美濃太田車輛區。編組表如以下所示。
| 編組號碼 | -0 | -100 |
| P1       | 1  | 101  |
| ：       | ： | ：   |
| P5       | 5  | 105  |

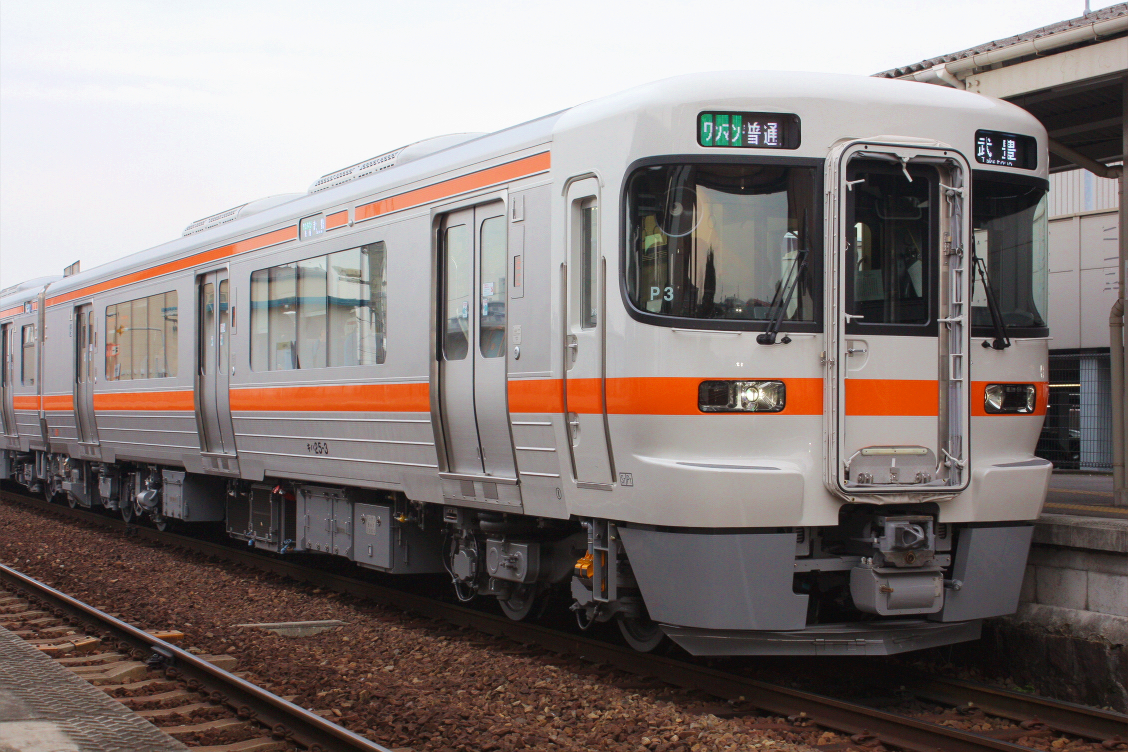
Kiha25-3
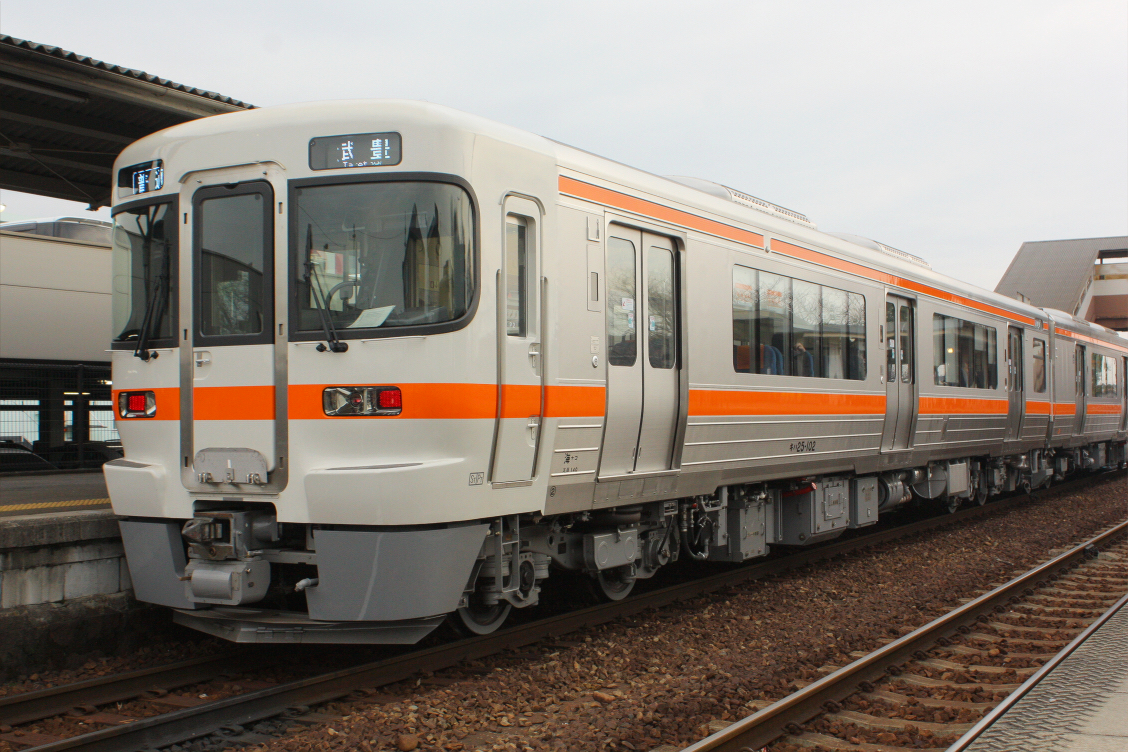
Kiha25-102
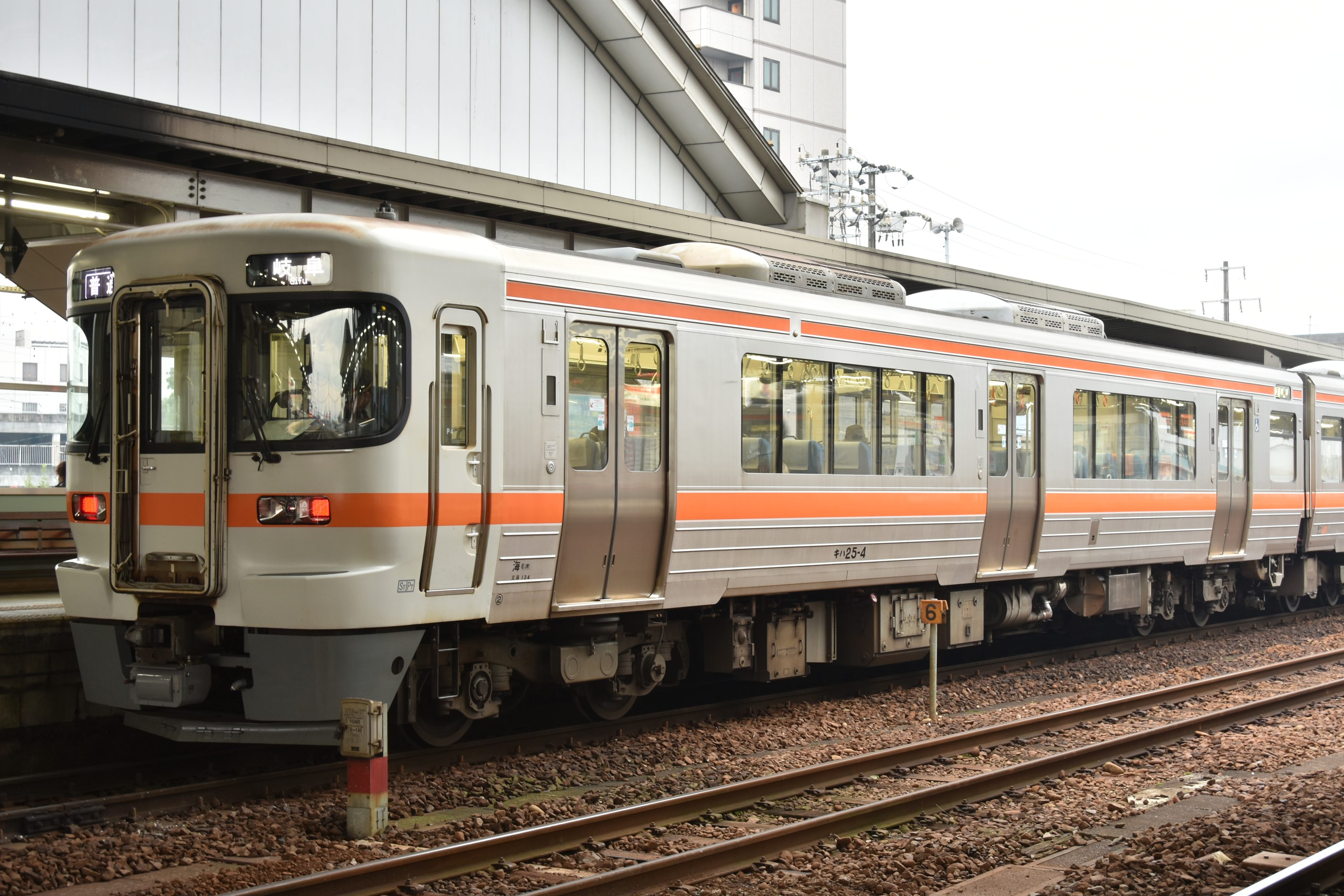
Kiha25-4（踏板改造後）
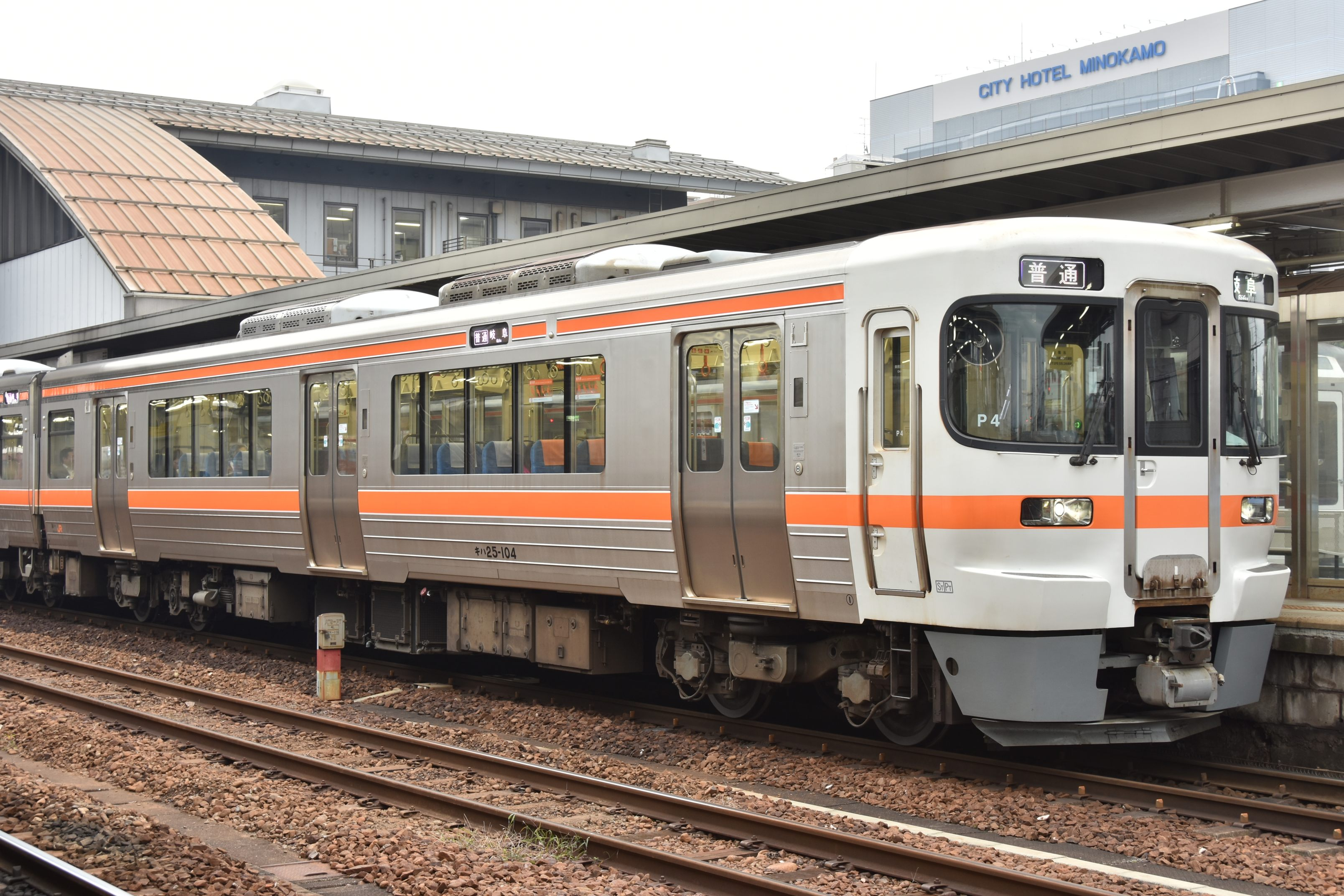
Kiha25-104（踏板改造後）

### 1000、1100番台
1000、1100番台列車主要是運用在寒冷地區的形式，2014年9月至2015年6月陸續開始營運。高山本線、太多線的100番台採用P編組作為識別，而紀勢本線、参宮線的0番台採用M編組，分別配置在美濃太田車輛區以及名古屋車輛區。

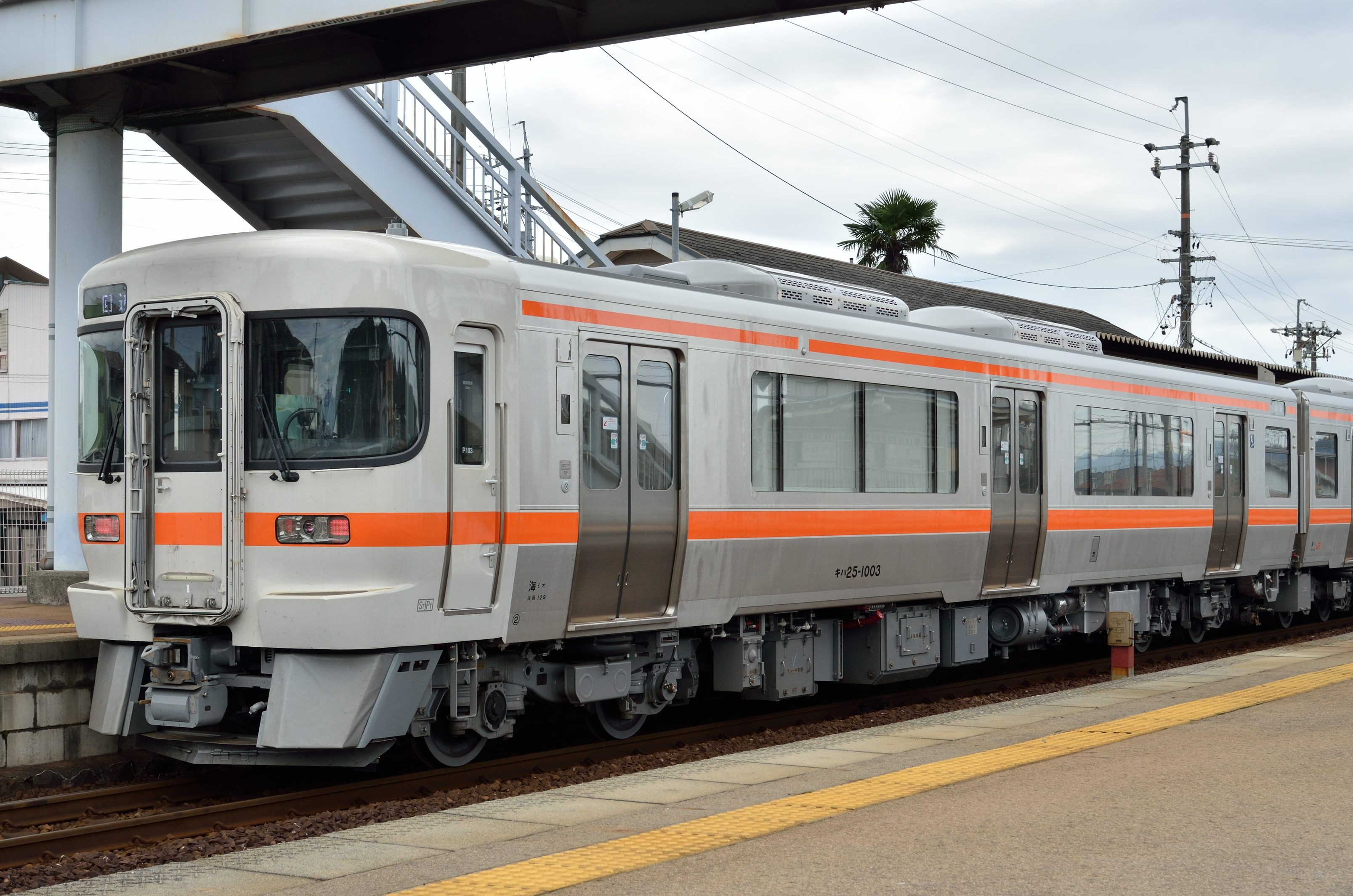
Kiha（キハ）25-1003
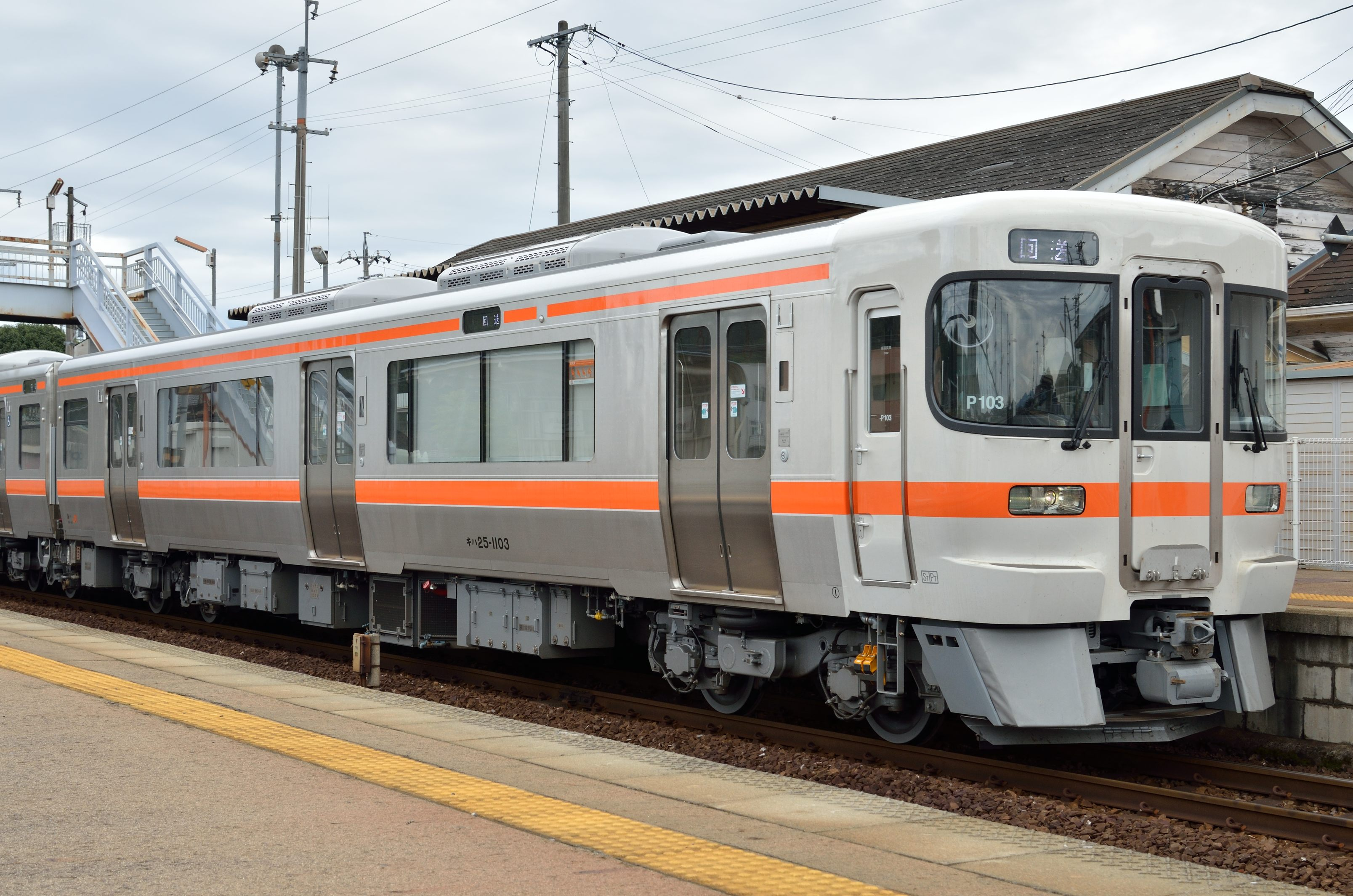
Kiha（キハ）25-1103

| 編組號碼 | キハ25 -1000 | キハ25 -1100 |
| P101     | 1001         | 1101         |
| ：       | ：           | ：           |
| P108     | 1008         | 1108         |
| M1       | 1009         | 1109         |
| ：       | ：           | ：           |
| M4       | 1012         | 1112         |

- Kiha25-1003
- Kiha25-1103

### 1500、1600番台
1500、1600番台列車主要是運用在溫暖地區的形式，主要行駛在紀勢本線為主。2015年6月至2016年1月陸續開始營運，全車配置在名古屋車輛區。
| 編組號碼 | キハ25 -1500 | キハ25 -1600 |
| M101     | 1501         | 1601         |
| ：       | ：           | ：           |
| M114     | 1514         | 1614         |

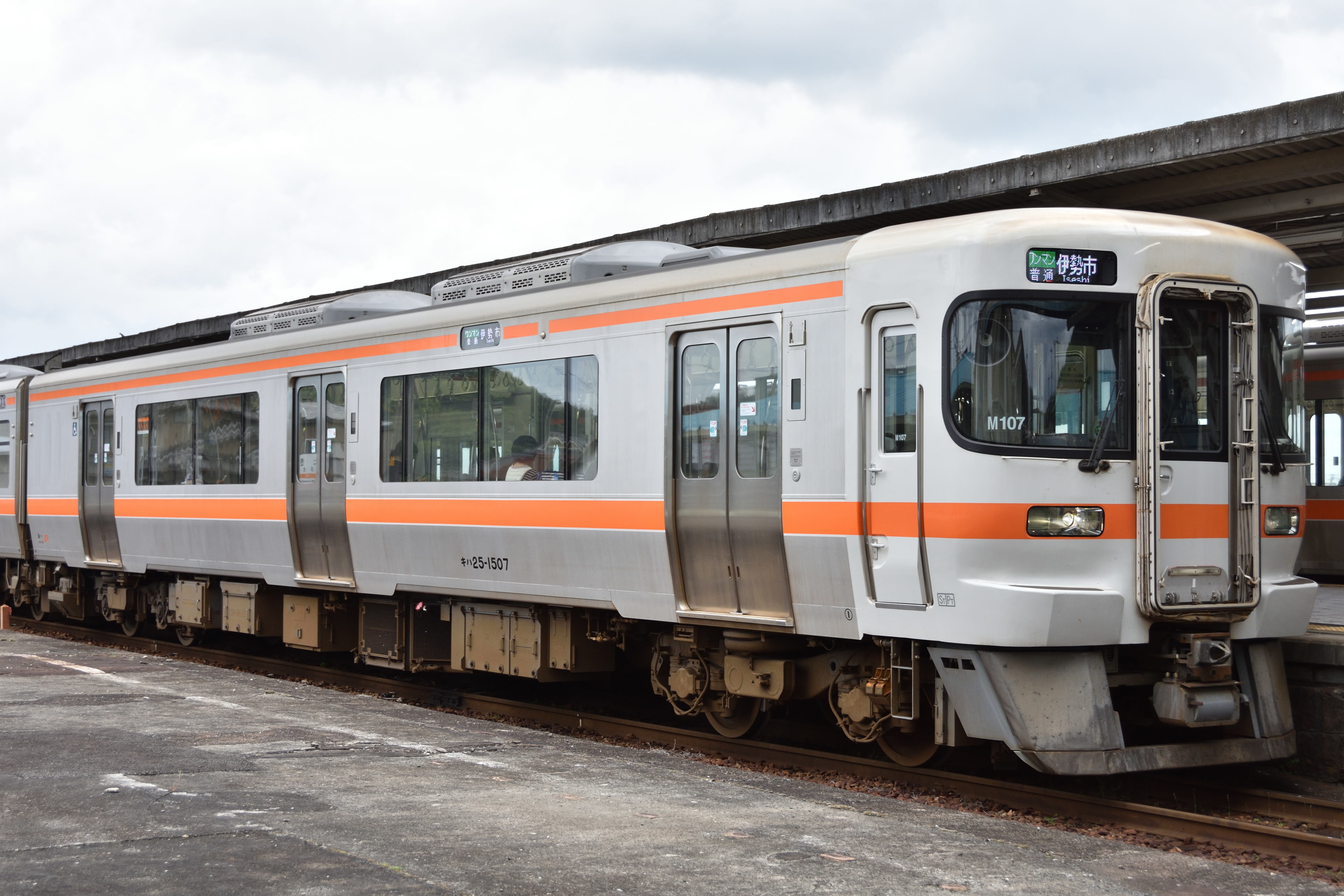
Kiha25-1507
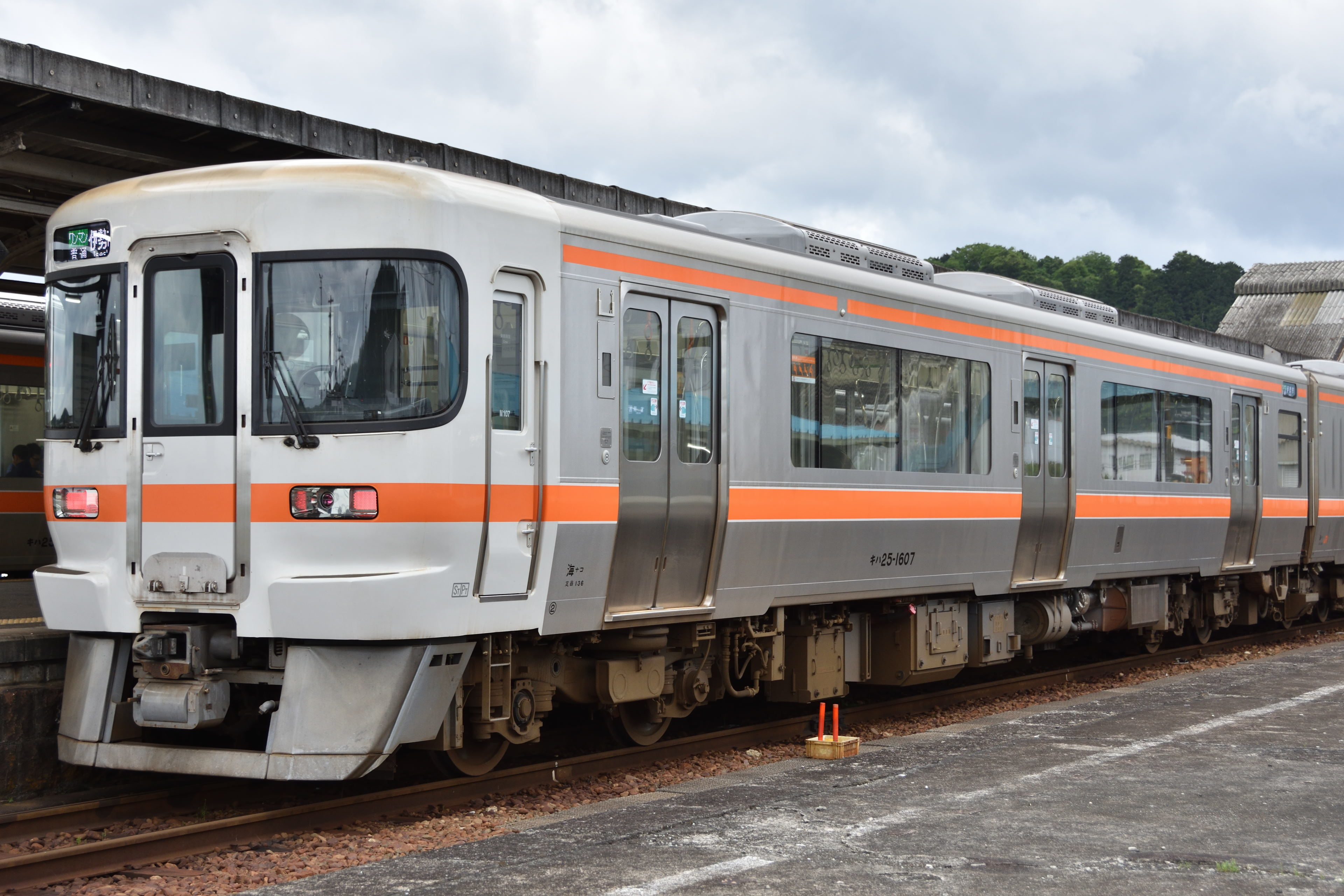
Kiha25-1607

## 運用方式

### 第一批次車（0、100番台）
在2011年3月12日改點之前的3月1日就開始營運，主要以武豐線全線（大府－武豐）以及東海道本線名古屋到大府之間運行。在這一次的改點當中，行駛在關西本線和參宮線的KiHa 75型柴聯車的快速「三重」從兩輛編組改為四輛編組，調用了部分原先用於武豐線的KiHa 75型列車，空缺以本形式列車替補。因此大部分的KiHa 25型列車行駛以武豐線為主要形式路線。主要運行於東海道本線的區間快速列車，依照本形式的最高時速，運行時間有所延長。
2015年3月1日武豐線電氣化，之後本型車進行車門部分的改造，轉用於高山本線（岐阜站至豬谷站）以及太多線等地方線運用。

### 第二批次車（1000、1100番台）
P100番台於2014年12月1日，營運在高山本線岐阜站和豬谷站之間以及太多線。
2015年度增購了36輛。2015年8月1日開始營運於紀勢本線的龜山站至新宮站區間，以及参宮線，取代了老化的KiHa 40型與KiHa 11型0、100番台。隨後在2016年3月26日的改點中，KiHa 40系全數退出。本型車也開始行駛名松線，於 KiHa 11型300番台不足時作為替代。
此外本型車也行駛臨時列車，例如岐阜基地航空祭時的臨時快速列車，曾經使用名古屋車輛區的1500、1600番台車輛行駛高山本線。

## 外部連結
- （日語）JR東海車輛圖鑑 KiHa 25型（JR東海官方網站） （页面存档备份，存于）
- （日語）日本車輛JR東海KiHa 25型柴聯車簡介 （页面存档备份，存于）